# Тайбінка
Та́йбінка (рос. Тайбинка) — селище у складі Прокоп'євського округу Кемеровської області, Росія.

## Населення
Населення — 74 особи (2010; 76 у 2002).
Національний склад (станом на 2002 рік):
- росіяни — 96 %